# Silvinho (1977)
Sílvio José Canuto (nacido el 17 de enero de 1977) es un exfutbolista brasileño que se desempeñaba como centrocampista.
Jugó para clubes como el Guarani, Atlético Paranaense, Internacional, Vegalta Sendai, Albirex Niigata, Vitória y Yokohama FC.

## Clubes
| Como futbolista   |                      |           |
| País              | Club                 | Año       |
| Bandera de Brasil | Londrina             | 1995      |
| Bandera de Brasil | XV de Piracicaba     | 1996      |
| Bandera de Brasil | Guarani              | 1997-1999 |
| Bandera de Brasil | Athletico Paranaense | 2000      |
| Bandera de Brasil | Matonense            | 2001      |
| Bandera de Brasil | Internacional        | 2001      |
| Bandera de Japón  | Vegalta Sendai       | 2002-2005 |
| Bandera de Japón  | Albirex Niigata      | 2006-2007 |
| Bandera de Brasil | Vitória              | 2008      |
| Bandera de Brasil | Adap Galo Maringá    | 2008      |
| Bandera de Brasil | São José             | 2009      |
| Bandera de Japón  | Yokohama FC          | 2010      |
| Bandera de Brasil | Chapecoense          | 2010      |
| Bandera de Brasil | Comercial            | 2011      |
| Bandera de Brasil | Londrina             | 2011-2012 |
| Como entrenador   |                      |           |
| País              | Club                 | Año       |
| Bandera de Brasil | Londrina             | 2021      |
| Bandera de Brasil | Monte Azul           | 2024-Act. |